# Callitris canescens
Callitris canescens ist eine Pflanzenart aus der Familie der Zypressengewächse (Cupressaceae). Sie ist im südlichen Australien heimisch.

## Beschreibung
Callitris canescens wächst als immergrüner Strauch oder Baum, der Wuchshöhen von bis zu 6 Metern erreichen kann. Die Äste gehen aufrecht vom Stamm ab.
Die graugrünen bis blaugrünen Blätter sind 2 bis 3 Millimeter lang und sind auf der Rückseite abgerundet.
Die männlichen Blütenzapfen stehen einzeln, selten zu zweit an den Zweigen und sind bei einer Länge von bis zu 3 Millimetern eiförmig geformt. Die weiblichen Zapfen stehen einzeln oder zu mehreren an den Zweigen und sind bei einem Durchmesser von bis zu 2 Zentimetern breit-eiförmig bis abgeflacht-kugelig geformt. Jeder Zapfen enthält sechs dicken Zapfenschuppen. Die zahlreichen, schwarzen Samen besitzen zwei oder drei Flügel, welche bis zu 2 Millimeter breit sind. Die Samen werden zum Teil erst Jahre nach der Reife aus den Zapfen entlassen.

## Vorkommen und Gefährdung
Das natürliche Verbreitungsgebiet von Callitris canescens besteht aus zwei voneinander getrennten Vorkommen, welche das südwestliche Western Australia sowie das südöstliche Southern Australia umfassen. In Western Australia erstreckt es sich von Kellerberrin Shire nach Southern Cross und südwärts bis ins Ravensthorpe Shire. In Southern Australia findet man Callitris canescens auf der Eyre- und auf der Yorke-Halbinsel.
Callitris canescens wächst auf verschiedenen Bodentypen. Am häufigsten kommt sie aber auf sandigen, lehmigen oder kalkhaltigen Böden vor.
Callitris canescens wird in der Roten Liste der IUCN als „least concern“ = „nicht gefährdet“ eingestuft. Es wird jedoch darauf hingewiesen, dass eine erneute Überprüfung der Gefährdung notwendig ist.

## Systematik
Die Erstbeschreibung als Frenela canescens erfolgte 1868 durch Filippo Parlatore in Prodromus Systematis Naturalis Regni Vegetabilis, Band 16(2), Seite 448. Stanley Thatcher Blake stellte diese Art 1959 als Callitris canescens in  Proceedings of the Royal Society of Queensland, Band 70, Seite 39 in die Gattung Callitris.